# Royaume de Cuzco
v. 1200 – 1438
Entités précédentes :
- Empire huari

Entités suivantes :
- Empire inca

Le royaume de Cuzco ou Cusco, également appelé la confédération cuzquénienne (en quechua, Qosqo ou Qusqu) et le curacazgo cuzquénien, est une petite seigneurie entourant Cuzco, dans la cordillère des Andes. À sa création, ce n’était qu’une petite ville-État fondée par les Incas aux alentours du XIIIe siècle. Au fil des ans, des acquisitions de terres grâce aux guerres et des assimilations pacifiques, le royaume s’est agrandi, en commençant par la « vallée sacrée », jusqu’à former l’Empire inca (1438-1533).

## Histoire

### Tour d’horizon

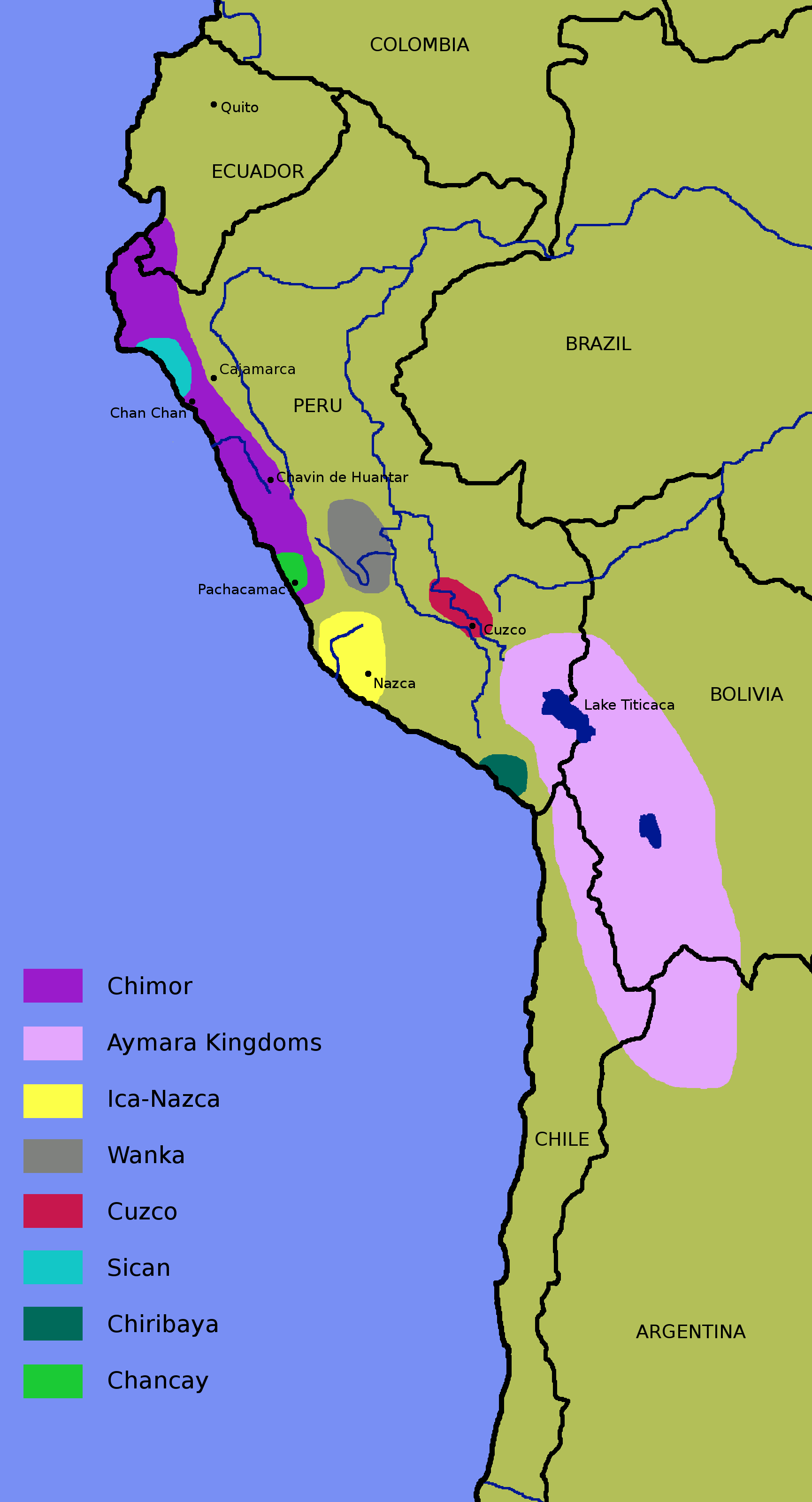
Le royaume de Cusco en 1438, en rouge sur la carte.

Le peuple inca était tout d’abord une tribu de la région de Cuzco vers le XIIIe siècle. Sous la coupe de Manco Cápac, les Incas fondèrent la petite ville-État de Cusco (en quechua Qosqo), indiquée en rouge sur la carte ci-contre.
En 1438, sous le commandement du Sapa Inca (empereur cuzquénien) Pachacutec (« secoueur de monde »), les Incas ont débuté une campagne d’expansion très large. Le territoire conquis par Pachacutec était à peu près de la taille des Treize colonies au moment de l’éclatement de la révolution américaine de 1776 et comprenait quasiment tout le territoire de la cordillère des Andes.
Pachacutec réorganisa alors le royaume en un empire, le Tahuantinsuyu, un état fédéral qui consistait en un gouvernement centralisé avec le peuple Inca à sa tête et quatre gouvernements provinciaux (le Chinchay Suyu au Nord-Ouest, l’Anti Suyu au Nord-Est, le Kunti Suyu au Sud-Ouest et le Qulla Suyu au Sud-Est), dirigés par des chefs puissants. On pense que Pachacutec a construit la cité du Machu Picchu, soit comme résidence familiale, soit comme lieu de vacances.

### Histoire
Les Sapa Inca de la première dynastie du royaume de Cusco étaient, dans l’ordre : Manco Cápac, Sinchi Roca, Lloque Yupanqui, Mayta Capac, et Capac Yupanqui. Des preuves d’organisation étatique remontent à 1200 ap J.-C. On a peu de connaissances sur cette population mais vers la fin de leur existence, le mot cápac avait la signification de « chef de guerre » et sinchi signifiait « meneur », ce qui ferait penser qu’ils  étaient des chefs d’État.
Bien avant que les Espagnols découvrent les Incas, la civilisation inca avait été créée sous la forme d’un petit État centralisé pour s’élargir sur une grande partie du territoire du long de la côte ouest de l’Amérique du Sud, de la Colombie au Chili. La civilisation inca s’est étendue rapidement à partir de leurs débuts pour devenir ensuite le royaume de Cusco au sud du Pérou.

### Les débuts de l’empire
Les parties suivantes décrivent le rôle de chaque souverain inca du royaume de Cuzco dans l’expansion initiale de l’état.

#### Manco Capac: vers 1200
Manco Capac (en quechua: Manku Qhapaq inka) est le premier Sapa Inca du royaume de Cuzco et un membre de la dynastie Hurin. Probablement originaire de la région du lac Titicaca, Manco Capac est le fondateur de Cuzco. Il envahit les vallées de Cuzco et de Pacaritambo.

#### Sinchi Roca: vers 1230
Sinchi Roca (du quechua: Sinchi Ruq’a) est le deuxième Sapa Inca du royaume de Cuzco et un membre de la dynastie Hurin. Son gouvernement ne voit pas de grandes guerres de conquêtes. Les incas doivent encore consolider leur position au sein de la vallée du Cuzco.

#### Lloque Yupanqui: vers 1260
Lloque Yupanqui (du quechua: Lluq’i Yupanki) est le troisième Sapa Inca du royaume de Cuzco et un membre de la dynastie Hurin.

#### Mayta Capac: vers 1290
Mayta Capac (en quechua: Mayta Qhapaq Inka) est le quatrième Sapa Inca du royaume de Cuzco et un membre de la dynastie Hurin. Les chroniqueurs le décrivent comme un grand guerrier qui a conquis des territoires aussi éloignés que le Lac Titicaca, Arequipa, et Potosí, bien que dans les faits, son royaume est toujours limité à la vallée de Cusco.

#### Tarco Huaman: vers 1320
Tarco Huaman (en quechua: Tarqu Waman Inka) est le successeur désigné par Mayta Capac. Suivant la mort de son père il assume la fonction de Sapa Inca. Mais il est renversé par son frère ou cousin Capac Yupanqui. Il est effacer de l’histoire officielle par ce dernier. 

#### Capac Yupanqui: vers 1320
Capac Yupanqui (du quechua: Qhapaq Yupanki Inka) est le cinquième Sapa Inca du royaume de Cuzco et un membre de la dynastie Hurin. Il est renversé par son fils Inca Roca.

#### Inca Roca: vers 1350
Inca Roca (du quechua: Inka Roqa) est le sixième Sapa Inca du royaume de Cuzco et un membre de la dynastie Hanan. Au cours de son règne il déclenche une première expansion du royaume de Cuzco. Il consolide d’avantage la position des Incas dans la vallées du Cuzco.

#### Yahuar Huacac: vers 1380
Yahuar Huacac (du quechua: Yawar Waqaq Inka) est le septième Sapa Inca du royaume de Cuzco et un membre de la dynastie Hanan. Son règne voit une grande quantité de révoltes. Il est finalement assassiné par des insurgés du Kunti Suyu.

#### Viracocha Inca: vers 1400
Viracocha Inca (du quechua: Wiraqucha Inka) est le  huitième Sapa Inca du royaume de Cuzco et un membre de la dynastie Hanan. Son règne est rempli de succès militaires. Cependant les Chancas envahissent soudainement le Cuzco. Viracocha, vieillissant, s’enfuit ensemble avec son co-régent Urco.